# كازامانس

## كازامنس

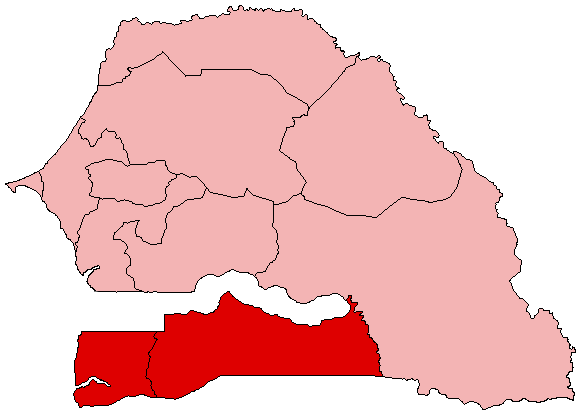
إقليم كازامنس

إقليم يقع في السنغال، بمساحة 7339 كم2، يعتبر هذا الإقليم من أجمل المناطق في السنغال، لغاباته الوفيرة وشواطئه الخلابة كشواطئ مدينة كاب سكيرينغ، يضم نصف العرقيات الموجودة في السنغال.

## العاصمة
مدينة زينغشور.

## القرى والمدن السياحية
- كافونتين
- أبيني،
- تامباكوندا،
- بينورا،
- ديولولو،
- كاتبا،
- بايلا،
- أفينيام،
- سيليتي،
- أوسويي،
- ملومب،
- كابروس.

## الجزر
جزيرة كارابان.

## وصلات خارجية
- http://patclement.free.fr/site%20casamance/index.html